# 1784
1784. је била проста година.

## Догађаји

### Јануар
- 14. jануар — САД су ратификовале мировни уговор са Великом Британијом, чиме је и формално окончан Амерички рат за независност.

## Рођења

### Август
- 14. октобар — Фернандо VII од Шпаније, шпански краљ

### Новембар
- 7. новембар — Фридрих Калкбренер, немачки композитор и пијаниста. (†1849)
- 24. новембар — Закари Тејлор, 12. председник САД. (†1850)

### Децембар
- непознат датум - Лука Милованов Георгијевић, српски књижевник и филолог. (†1828)

## Смрти

### Јул
- 1. јул — Вилхелм Фридман Бах, немачки композитор
- 31. јул — Дени Дидро, француски писац и филозоф. (*1713)

### Децембар
- 13. децембар — Самјуел Џонсон, енглески писац и лексикограф